# Watersturing

Het symbool water

Watersturing is een fictieve en mystieke stuurkunst die voorkomt in de tekenfilmserie Avatar. De meeste leden van de Waterstam kunnen Watersturen, en zijn beter bekend als Watermeesters. Watermeesters zijn in staat om water, stoom, ijs, planten en bloed in hun macht te krijgen. Dat de Watermeesters in staat zijn om bloed in hun macht te krijgen werd bekend in boek 3 aflevering 8 De Poppenspeler. Watermeesters kunnen ook geeststuren. Dit is een techniek die weinigen kunnen, het zorgt ervoor dat de geest kalm blijft en vredig zal weggaan. Dat de watermeesters kunnen geeststuren werd bekend in ‘De legende van Korra’ boek 2 aflevering 1.

## Origine
De eerste Watermeesters keken naar de maan hoe deze het water trok en duwde bij de getijden eb en vloed, en probeerden of ze dat ook konden. De maangeest Tui zag hoe ze dit deden en gaf ze de gaven.
Volgens de aflevering De Watermeesterrol wil het Chinese teken voor Watersturing zeggen: "De mogelijkheid om water in je macht te hebben".
Al het Watersturen wereldwijd is verbonden met de maan en de maangeest Tui, die in de gedaante van een witte koikarper op de Noordpool leeft samen met de oceaangeest La. In de laatste aflevering van het eerste seizoen wordt Tui gevangen en gedood door Vuurnatiegeneraal Zhao, waardoor alle Watermeesters hun krachten verliezen. Yue, een lid van de Noordelijke Waterstam, offert zich echter op om Tui weer tot leven te brengen en zo het Watersturen te herstellen.

## Vechtstijl
Watersturing is gebaseerd op Tai chi, die langzame bewegingen bevat en elegante vormen die het gevoel geven van zwevend water. De sterkste kracht van Watersturen is de verdediging. Watermeesters richten zich ten eerste op de kracht van de vijand, en probeert die tegen hem zelf te keren. Pas dan wordt er aangevallen. Er zijn drie vormen van Watersturing in de serie getoond, de Zuidelijke Waterstam-stijl, de Noordelijke Waterstam-stijl, en de Moerasstam-stijl.
Volgens oom Iroh is water het element van verandering. Het vereist een grote ervaring om het te kunnen beheersen. De krachten van Watermeesters beperken zich van kleine Waterzweepjes tot grote tsunami's en muren van water. Ze beschikken ook over de mogelijkheid om water te laten bevriezen, weer te laten smelten, te condenseren en vervolgens condens weer omzetten tot water. Deze kracht om de fase van water te kunnen veranderen is uitermate handig in gevechten, van een vijand bevriezen tot zich kunnen verschuilen achter een wolk van mist. Een actie die pas op een hoog niveau kan worden beheerst, is het Watersurfen. Je kunt je voeten dan vastklampen in ijs, en zo, door middel van sturing, je voeten verplaatsen. Dit is te zien wanneer Katara het gevecht aangaat met de slang in de aflevering De Slangenpas.
Watersturing is de tegenoverstaande kracht van Vuursturing.

### Wapens
Tot nu toe zijn er vrijwel geen wapens gebruikt om te kunnen Watersturen. Alleen in de aflevering De Avatar Dag is te zien hoe avatar Kyoshi haar waaiers gebruikt om een golf te creëren, en in de aflevering De Aardkoning gebruikt Aang zijn staf om water te bevriezen. In verschillende boekjes en fora wordt een katana genoemd als het beste wapen wat voor Watersturing zou kunnen dienen.

## Variaties

### Plantensturen
Een lid van de Moerasstam (Hué) heeft in de aflevering Het Moeras verteld dat het mogelijk is voor Watermeesters om de grote hoeveelheid vocht in bijvoorbeeld lianen of andere planten te sturen, en zo de plant te laten bewegen. Een meer ervaren Watermeester kan het vocht uit de planten halen, als ze zonder water zitten. Na het verwijderen van het vocht uit de plant, blijft de plant verdroogd en zwart achter.

### Bloedsturing
Bloedsturing is een speciale vaardigheid die alleen zeer sterke meesters kunnen doen, en dan ook vaak alleen bij de volle maan. Met volle maan zijn de krachten van de Watermeesters op hun grootst. Vanaf een korte afstand heeft een Watermeester de mogelijkheid om het bloed in iemands lichaam te sturen, zonder hem te doden of te martelen. Hij/zij beheerst op die manier mensen eigenlijk als een poppenspeler.
Hama, een gearresteerd lid van de Zuidelijke Waterstam heeft deze kracht ontdekt in de gevangenis, in een poging om te ontsnappen. Nadat ze geoefend had op ratten in haar cel tijdens volle maan, probeerde ze haar kracht uit op mensen. Ze bevrijdde zichzelf uiteindelijk door via bloedsturen haar bewaker haar celdeur te laten openen. Ze probeerde, toen Aang en zijn vrienden haar leerde kennen, Katara ook te leren bloedsturen bij volle maan. Katara weigert en Hama valt haar aan. Om Sokka en Aang te redden van Hama stuurt Katara uiteindelijk Hama's bloed en brengt haar zo op haar knieën. Vervolgens barst ze in tranen uit.
In De legende van Korra is bloedsturen in alle vormen verboden, mede door de hand van Katara. Er komen ook meer verschillende aspecten van bloedsturing aan het licht: zo laten Tarrlok, Yakone en Amon zien dat ze in staat zijn bloedsturing uit te oefenen zonder de aanwezigheid van de volle maan, en is het zelfs mogelijk om mensen te doden of er hun sturingskrachten mee af te nemen, zoals gedemonstreerd door respectievelijk Yakone en Amon, al is het niet bekend hoe Amon de sturingskrachten van anderen afneemt.

### Genezing
Watersturing kan niet alleen als wapen worden gebruikt, maar ook voor genezing. Een ervaren Watermeester kan mensen genezen door de energiepaden (of chi) van die persoon te beïnvloeden, met water als katalysator. Hoewel dit een krachtig hulpmiddel is, kan het niet voor elke verwonding worden gebruikt. Bij de noordelijke Waterstam is genezing het enige onderdeel van Watersturen dat vrouwen mogen gebruiken.